# Binh chủng Radar, Quân đội nhân dân Việt Nam
Binh chủng radar là một trong 7 binh chủng của Quân chủng Phòng không-Không quân (Nhảy dù, radar, tiêm kích, cường kích-bom, vận tải, trinh sát, tên lửa phòng không và pháo phòng không) thuộc Quân đội nhân dân Việt Nam. Đơn vị này có nhiệm vụ dò tìm các mục tiêu xâm phạm vùng trời, vùng biển - hải đảo và vùng lãnh thổ Việt Nam để kịp thời thông báo cho các lực lượng phòng vệ như biên phòng, không quân và hải quân ngăn chặn đúng lúc, bảo vệ lãnh thổ Việt Nam. Ngoài ra, binh chủng radar còn có nhiệm vụ dẫn đường cho một số loại tên lửa phòng không tiêu diệt mục tiêu bay.
- Ngày thành lập: 23 tháng 3 năm 1967, thành lập binh chủng.
- Ngày truyền thống: 1 tháng 3 năm 1959, đơn vị radar đầu tiên phát sóng.
- Lễ kỷ niệm: 21 tháng 3 năm 1958, ngày thành lập Trung đoàn đối không cần vụ 260, Trung đoàn radar cảnh giới đầu tiên của Quân đội nhân dân Việt Nam.

## Lịch sử
Ngày 21 tháng 3 năm 1958, Trung đoàn radar cảnh giới đầu tiên của Quân đội nhân dân Việt Nam được thành lập với tên gọi Trung đoàn đối không cần vụ 260
Cũng trong năm 1958, nhiều cán bộ của quân chủng phòng không-không quân của Việt Nam được đưa sang Liên Xô nhằm đào tạo về cách sử dụng radar cảnh giới, radar trinh sát và radar dẫn đường tên lửa SAM. Họ được huấn luyện tại các thành phố Leningrad, Kiev, Odessa, Minsk...
Sau một năm huấn luyện, Trung đoàn đối không cần vụ 260 trở về nước năm 1959 và bắt đầu phát sóng ngay vào ngày 1 tháng 3. Ngày này được chọn là ngày truyền thống của binh chủng.
Loại radar đầu tiên của Trung đoàn 260 là loại Radar P-8 (tên mã định danh NATO là Knife Rest A) có tổng trọng lượng trạm là 17 tấn, sử dụng băng sóng dài VHF, công suất bức xạ phát sóng là 70-75 kW, độ nhạy của máy thu là 7mV, độ phân giải theo tầm xa là 2,5 km, theo góc phương vị là 24 độ. Toàn bộ tổ hợp của đài radar P-8 được bố trí trên hai xe vận tải quân sự Zil-157. P-8 là đài radar cảnh giới phòng không 2 tham số hiện đại vào thời điểm đó, có tầm phát hiện mục tiêu lên đến 150 km, độ cao phát hiện lên đến 10 km, tốc độ quay radar 2 vòng/phút.
Ngày 29 tháng 4 năm 1966, thành lập Trung đoàn radar 293, thuộc sư đoàn phòng không 361. Ngày 23 tháng 3 năm 1967, thành lập các Binh chủng Radar, Quân chủng Phòng không-Không quân.
Trong Chiến tranh Việt Nam, Binh chủng radar của Việt Nam được trang bị khá hiện đại, các loại khí tài có nguồn gốc từ Liên Xô. Hệ thống radar cảnh giới và dẫn đường cho không quân kết hợp với hệ thống tên lửa phòng không và không quân tiêm kích. Tuy bị hơn hẳn về kinh nghiệm và chiến thuật, nhưng binh chủng radar nói riêng và các đơn vị phòng không -không quân đã chiến đấu khá sáng tạo, vô hiệu hóa được các thủ thuật chiến tranh điện tử và chống trả quyết liệt với Không quân và Hải quân Hoa Kỳ. Có khả năng vô hiệu hóa chiến thuật SEAD của phi công Mỹ dùng tên lửa chống radar AGM-45 Shrike để tiêu diệt các radar cảnh giới dẫn đường, vô hiệu hóa chiến thuật sử dụng máy phá sóng ALQ-71 nhằm ngăn chặn radar dẫn đường cho tên lửa SAM-2 của phi công Mỹ.
Hệ thống radar của binh chủng đã được phân bố dọc bờ biển miền bắc và một số vị trí binh trạm phía bắc dọc theo tuyến đường Trường Sơn, được ngụy trang kĩ lưỡng và hoạt động thường xuyên 24/24, phủ sóng gần như toàn bộ miền Bắc lúc bấy giờ.
Cũng giống như các lực lượng khác, binh chủng radar cũng đang tham gia vào kế hoạch hiện đại hóa ví dụ như được trang bị 4 hệ thống Kolchuga đời mới mua của Ukraina. Hiện nay, các Trung đoàn radar cảnh giới trên không được biên chế vào các sư đoàn phòng không, phối hợp tác chiến cùng lực lượng phòng không-không quân, còn các đơn vị radar cảnh giới bờ biển thì phối hợp với binh chủng tên lửa-pháo bờ biển.

## Thành tích
Ngoài những thành tích như vô hiệu hóa chiến thuật SEAD và chiến thuật vô hiệu hóa SAM-2, Binh chủng radar còn đóng vai trò quan trọng trong việc dẫn đường cho không quân tấn công các mục tiêu bay và cả tàu chiến của Mỹ, điển hình vào 15h30 ngày 19 tháng 4 năm 1972, 2 phi công Lê Xuân Dị và Nguyễn Văn Bảy đã thành công trong việc sử dụng máy bay MiG-17 tấn công 2 tuần dương hạm USS Higbee và USS Oklahoma City (CLG-5) của Hải quân Hoa Kỳ có sự giúp đỡ đặc biệt quan trọng của lực lượng radar. Ngoài ra, binh chủng radar còn có công lao lớn trong việc bảo vệ miền bắc suốt 12 ngày đêm cuối năm 1972 trong Chiến dịch Điện Biên Phủ trên không.. Còn rất nhiều chiến công khác của bộ đội radar trong suốt chiến tranh Việt Nam.

## Đào tạo
Các sĩ quan, hạ sĩ quan radar được đào tạo tại Trường sĩ quan chỉ huy kỹ thuật tên lửa - radar thuộc Học viện Phòng không - Không quân.

## Các loại khí tài radar hiện trong biên chế

### Radar cảnh giới

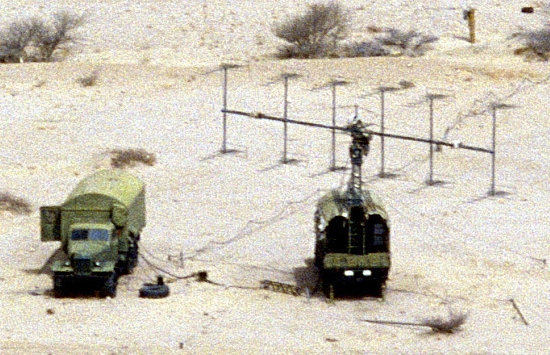
Radar P-12
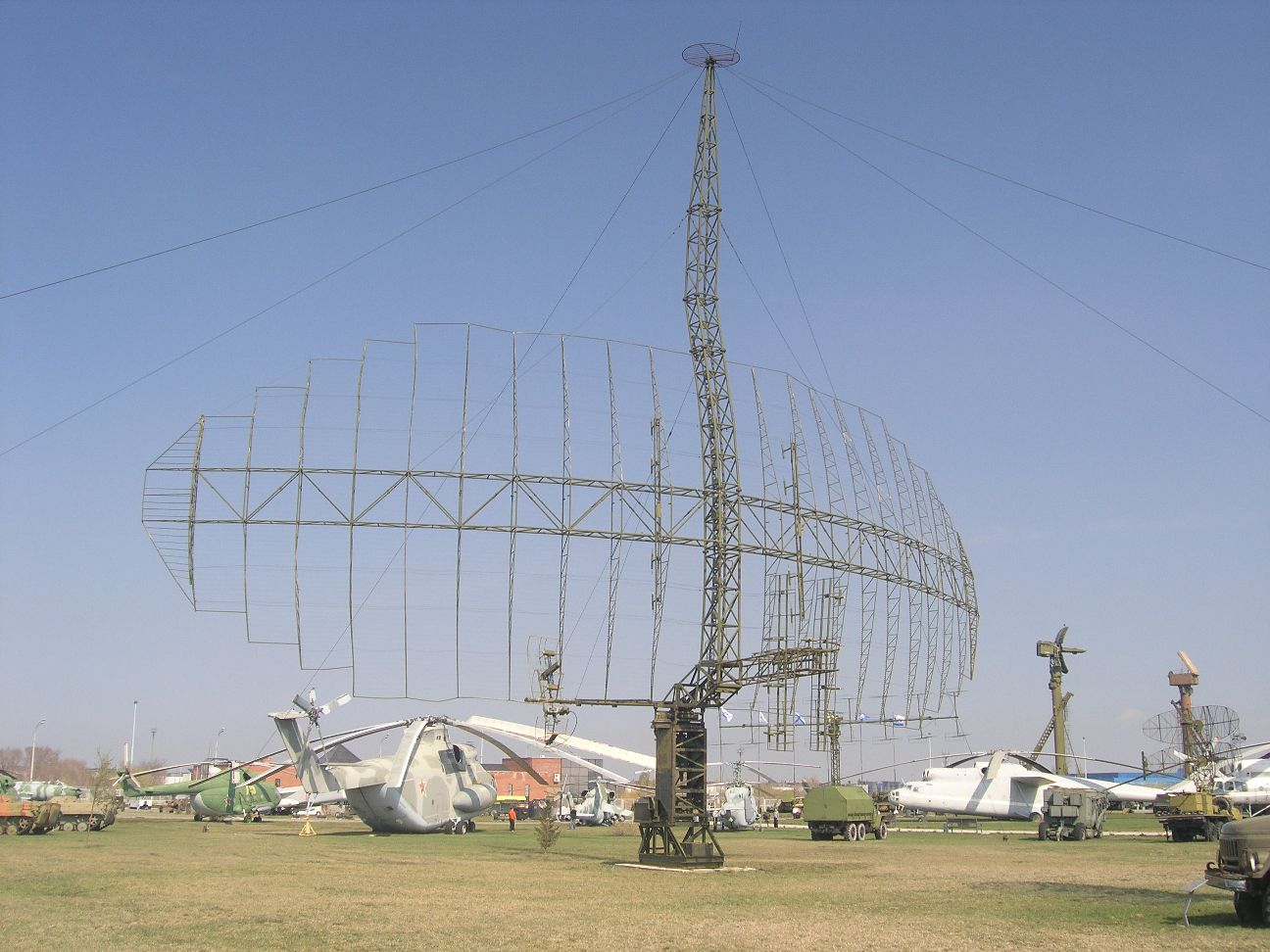
Radar P-14
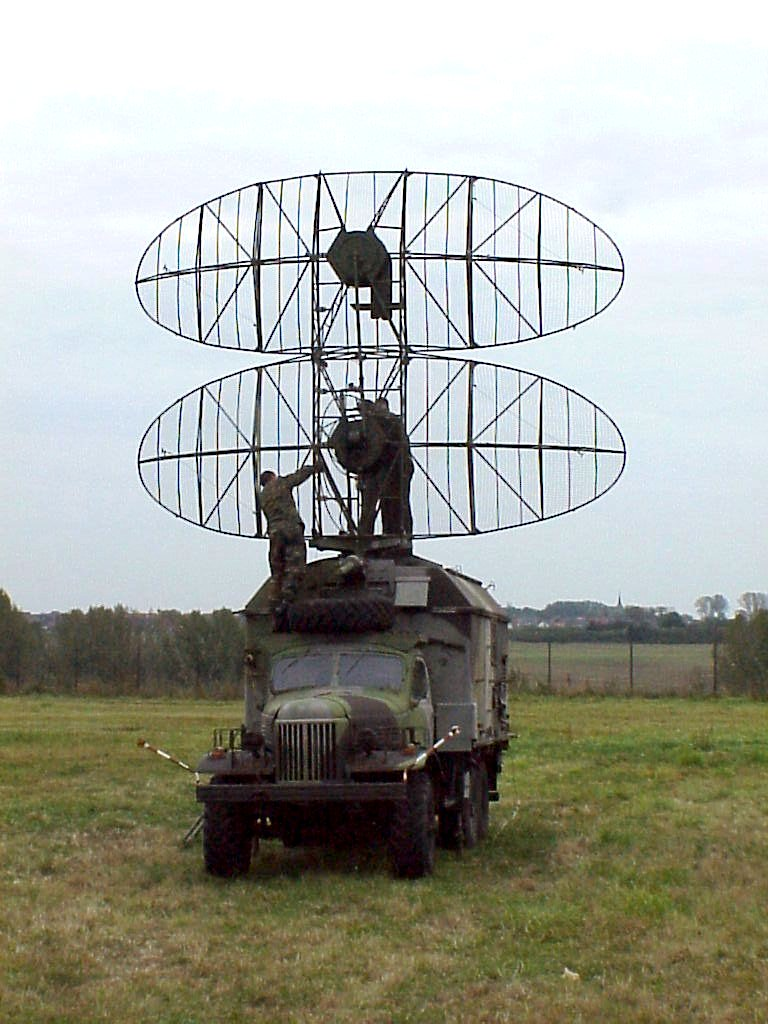
Radar P-15A
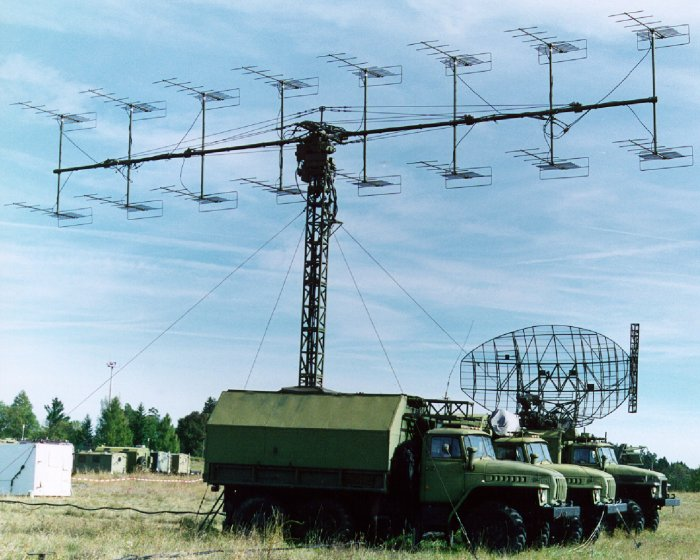
Radar P-18
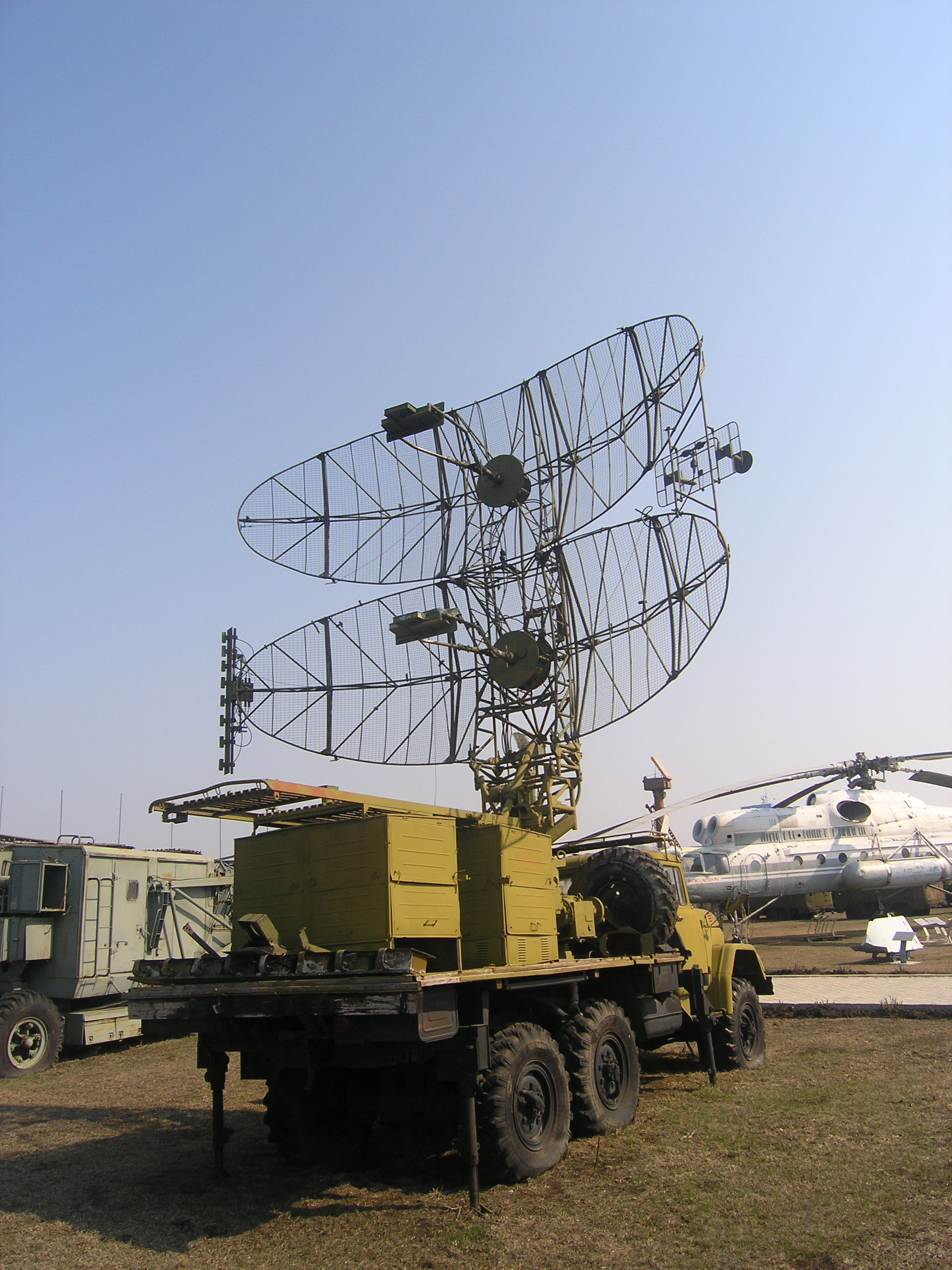
Radar P-19
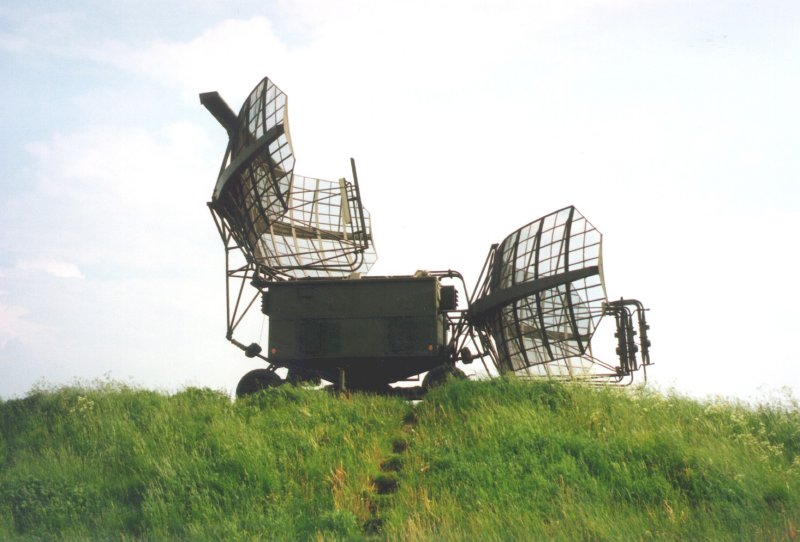
Radar P-35
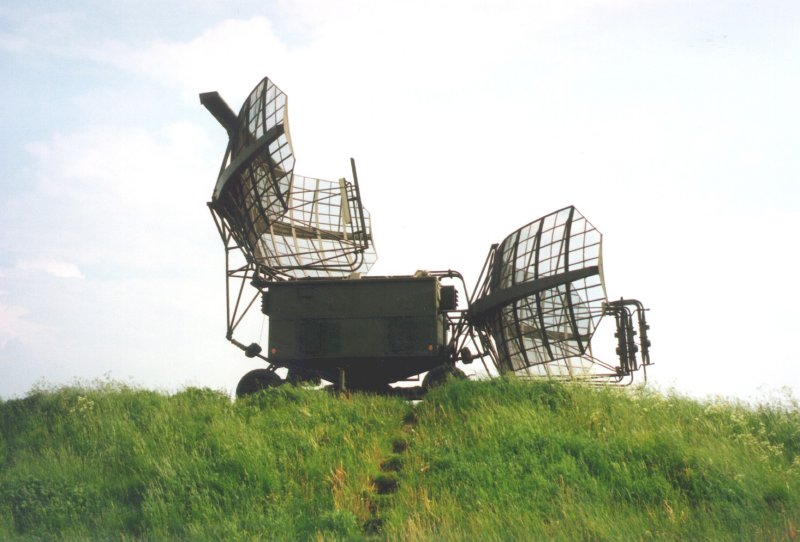
Radar P-37
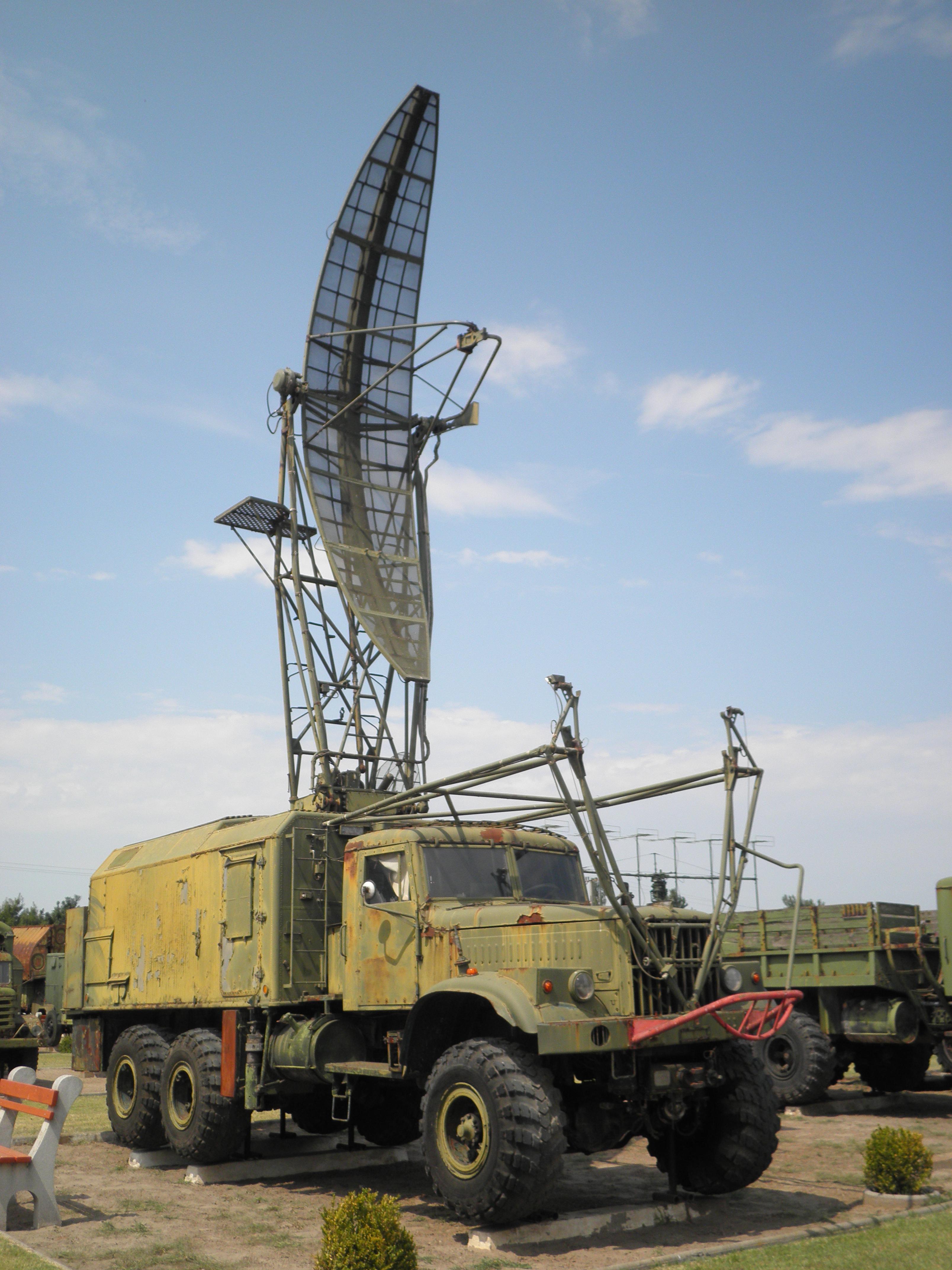
Radar PRV-16
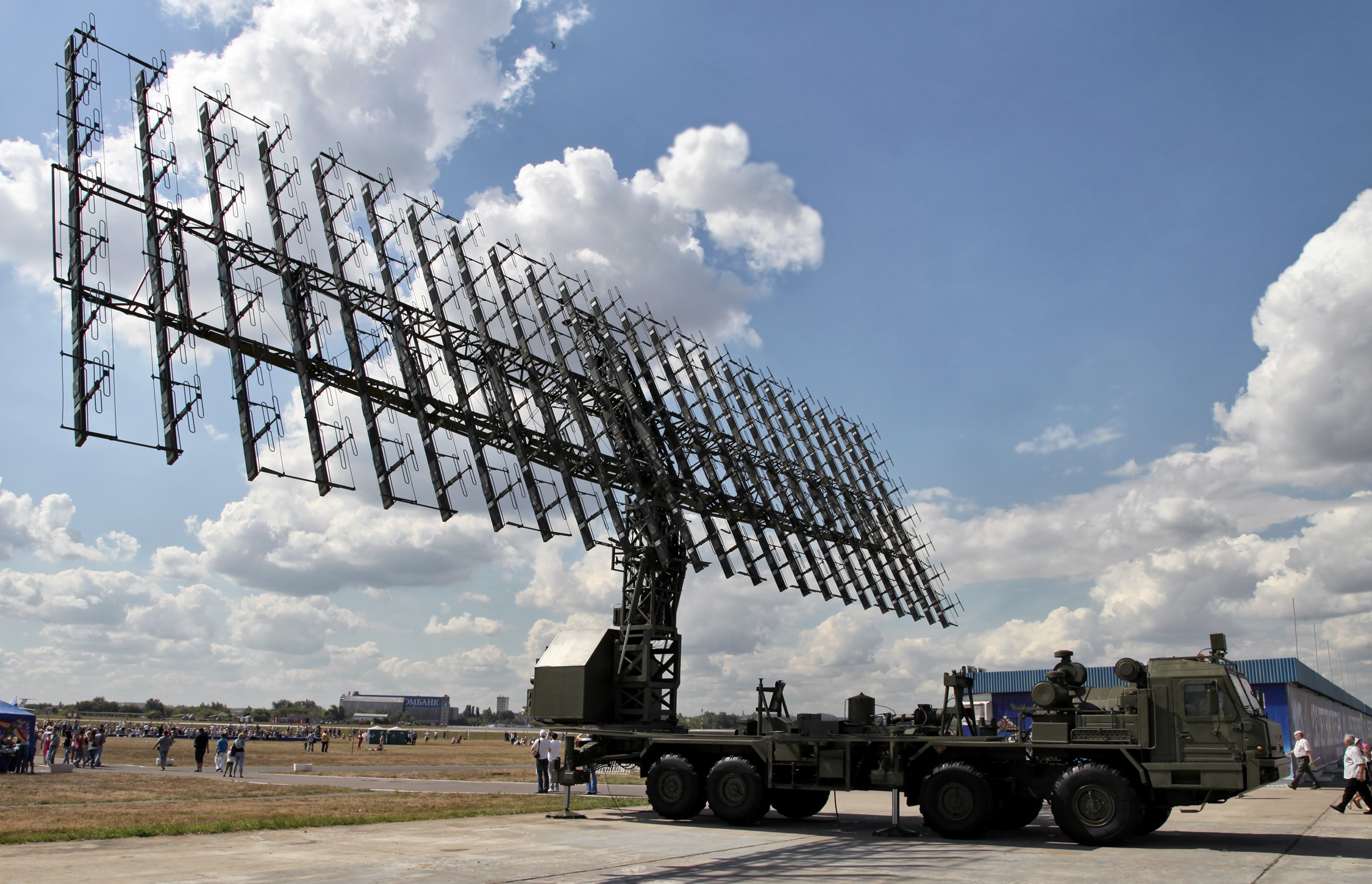
Radar Nebo-UE
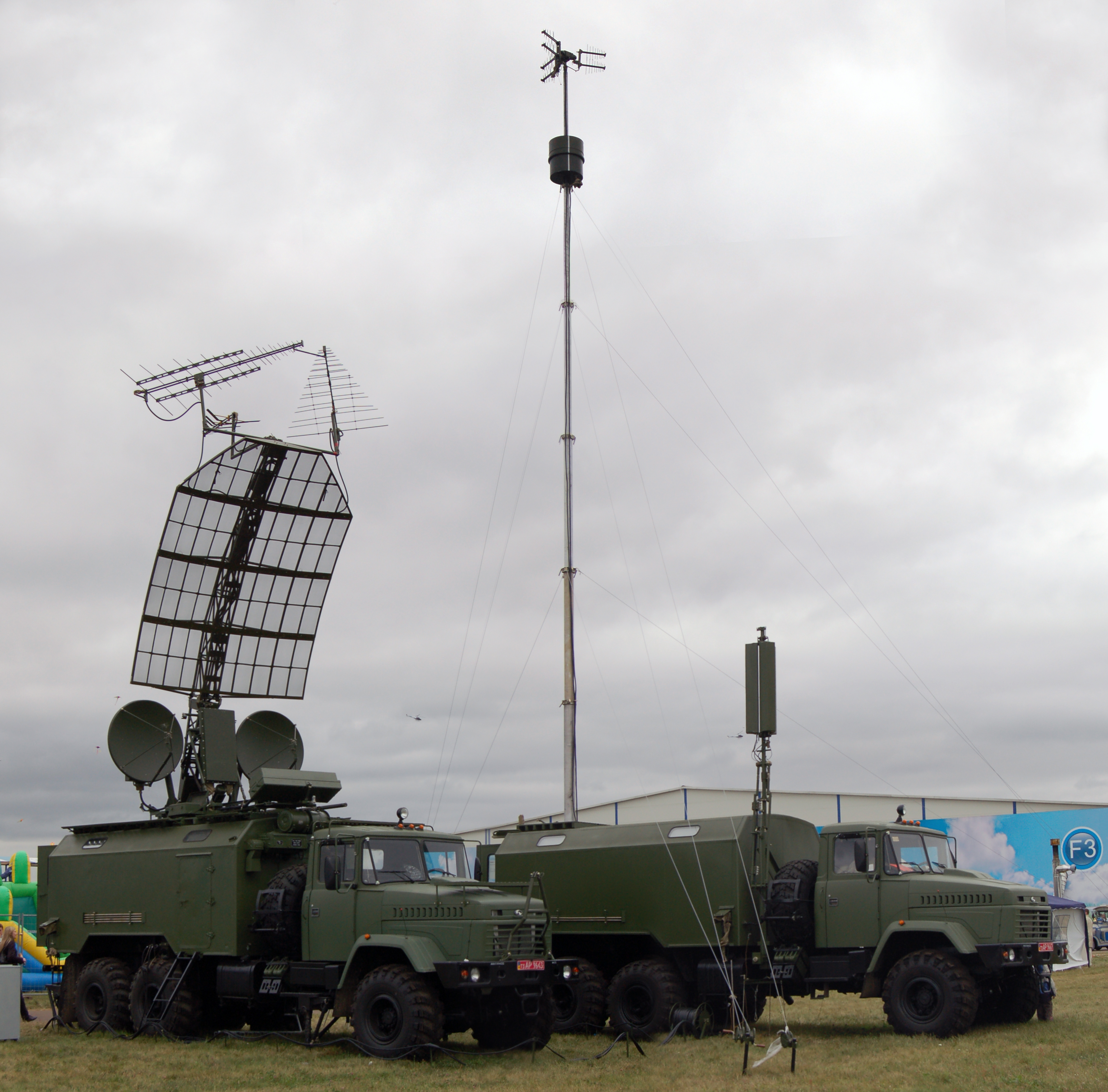
Radar Kolchuga
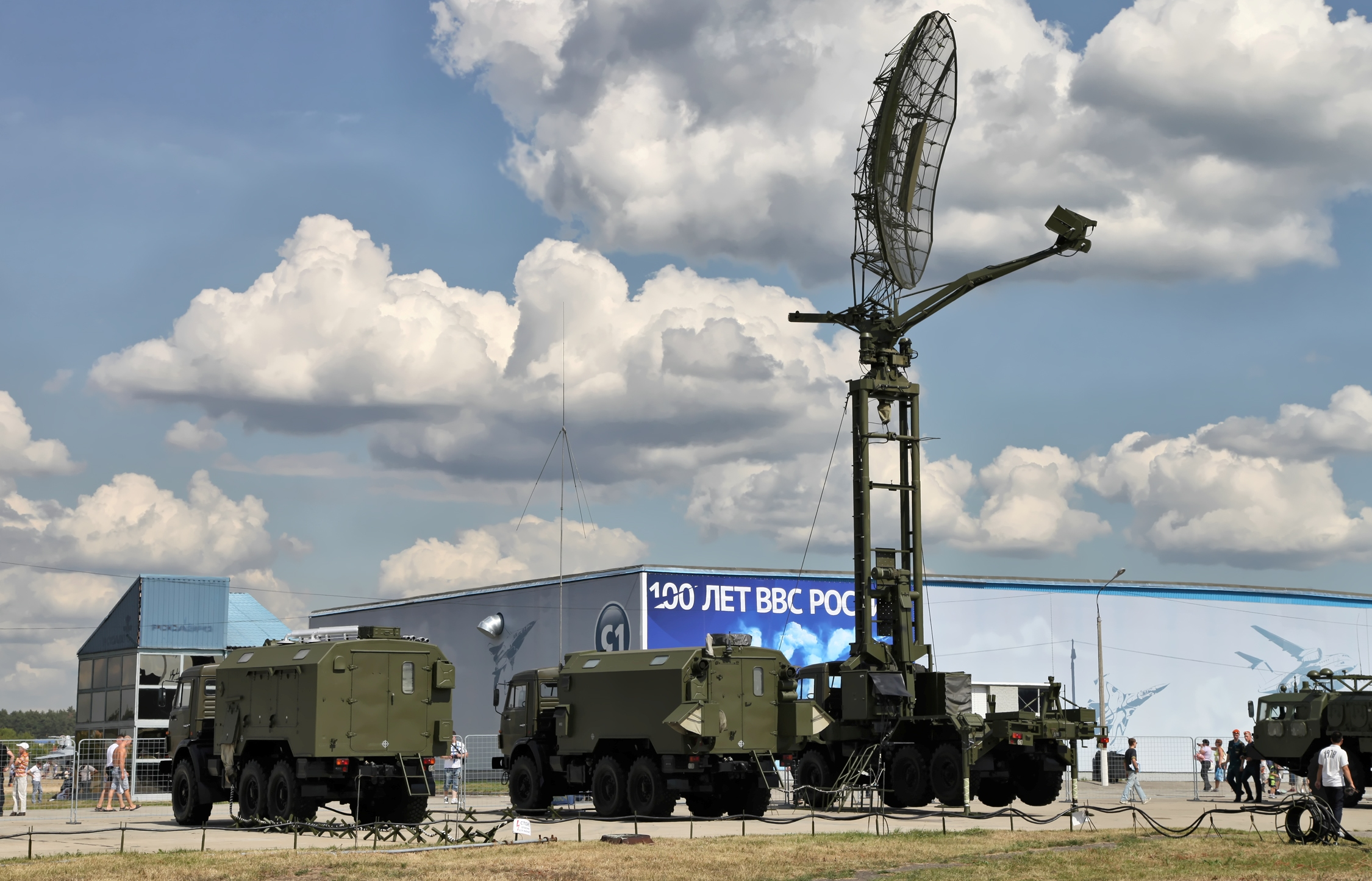
Radar Kasta 2E2

- Radar cảnh giới P-12 Yenisei (mã định danh NATO: Spoon Rest): Radar P-12 là loại radar tự hành, sóng mét, dùng để phát hiện, nhận biết và chỉ thị mục tiêu cho tên lửa, pháo phòng không, bổ trợ dẫn đường cho máy bay. Các bộ phận chính gồm an-ten, xe an-ten, xe đài, máy hỏi NRZ-12 và nguồn điện. Vùng phát hiện của radar theo phương vị 360o, theo góc tà từ 1,5o đến 300, cự ly phát hiện mục tiêu có diện tích phản xạ hiệu dụng 1m2 ở độ cao 500m đạt 45 km, và đạt 200 km với mục tiêu ở độ cao hơn 10 km. Radar P-12 có 4 dải tần làm việc để chống nhiễu tích cực và chống nhiễu tiêu cực. Thời gian mở máy 6 phút, triển khai và thu hồi 90 phút, tốc độ quay an-ten từ 0,5 đến 6 vòng/phút.
- Radar cảnh giới P-14 Oborona-14 (mã định danh GRAU: 5N84A, mã định danh NATO: Tall King C): Là loại radar cảnh giới, làm việc trên dải sóng mét, có cự ly phát hiện xa với tầm hoạt động 600 km, tốc độ quét 2-6 vòng/phút, độ cao tìm kiếm cực đại 46 km và 65 km với phiên bản nâng cấp. Giới hạn "đường chân trời" (tầm quét tối đa) là 400 km.[4]
- Radar cảnh giới P-15 Tropa (mã định danh GRAU: 1RL13, mã định danh NATO: Flat Face A): Là loại radar giám sát,bắt mục tiêu và cung cấp thông tin cho hệ thống tên lửa, hoạt động trên tần số cực cao (UHF) ở định dạng 2D, tầm quét 150 km.P-15 là một radar có tính cơ động cơ và với anten được đặt trực tiếp trên một xe tải Zil-157 được sử dụng để vận chuyển và hệ thống có thể được triển khai trong thời gian chưa đến 10 phút.Radar có thể nhanh chóng dịch tần số của mình lên một trong bốn tần số ấn định trước để tránh nhiễu chủ động, nhiễu thụ động bị loại bỏ bởi một bộ lọc doppler liên kết.[cần dẫn nguồn]
- radar bắt mục tiêu và cảnh báo P-18 Terek (mã định danh GRAU: 1RL131, mã định danh NATO: Spoon Rest D): Đây là loại radar làm việc trên dải sóng mét, có tầm hoạt động tối đa 170 km, có thể theo dõi cùng lúc 120 mục tiêu. Hiện Quân đội nhân dân Việt Nam bố trí các loại radar này trên một số đảo thuộc quần đảo Trường Sa.[cần dẫn nguồn]
- radar cảnh giới kiêm giám sát mục tiêu P-19 Danube (mã định danh GRAU: 1RL134, mã định danh NATO: Flat Face B): radar có khả năng phát hiện số lượng lớn các mục tiêu tầm thấp. Trang bị trong các đại đội radar tầm thấp, trung đội radar độc lập thuộc quân chủng Phòng không. Đài trinh sát và chỉ thị mục tiêu tầm thấp trong tổ hợp tên lửa phòng không S-125.Hoạt động trên tần số UHF,có tầm quét 260 km và có thể quay 360 độ.[cần dẫn nguồn]
- radar cảnh giới kiêm dẫn đường P-35 Saturn (mã định danh NATO: Bar Lock): Loại radar này được trang bị hệ thống xử lý sơ cấp và hệ thống xử lý thứ cấp (bắt và bám) tích hợp với đài điều khiển từ xa, trang bị máy tính mới hiện đại cùng màn hình màu độ phân giải cao, trang bị hệ thống nhận diện địch - ta.[cần dẫn nguồn]
- radar cảnh giới nhìn vòng P-37: là radar cảnh giới nhìn vòng, cung cấp thông tin cho các sở chỉ huy phòng không-không quân và các đài điều khiển sân bay.radar P-37 cảnh giới kiêm dẫn đường. Loại radar này được trang bị hệ thống xử lý sơ cấp và hệ thống xử lý thứ cấp (bắt và bám). Phiên bản nâng cấp áp dụng công nghệ tiên tiến thiết kế mới các bộ chuyển mạch, mạch trộn tần, mạch tự động bám tần số, tích hợp với đài điều khiển từ xa, trang bị máy tính mới hiện đại cùng màn hình màu độ phân giải cao, trang bị hệ thống nhận diện địch - ta.[5]
- radar đo độ cao PRV-16: Có nhiệm vụ cảnh giới kiêm dẫn đường, có nhiệm vụ trinh sát, phát hiện, bám sát các mục tiêu trên không, nhằm quản lý vùng trời, kịp thời phát hiện địch trên không và thông báo cho các đơn vị hỏa lực phòng không, dẫn đường cho máy bay chiến đấu bảo vệ bầu trời. Các loại ra này ít chịu ảnh hưởng nhiễu và hoạt động tốt trong nhiều điều kiện thời tiết.[cần dẫn nguồn]
- radar RSP-10/RSP-10M: radar giám sát máy bay và kiểm soát không lưu. Đặt tại các sân bay quân sự.[6]
- radar 36D6 thuộc loại radar giám sát không phận được thiết kế để sử dụng như một phần của hệ thống phòng không tích hợp. Đài làm nhiệm vụ phát hiện các mục tiêu có diện tích phản hồi radar (RCS) nhỏ bay ở độ cao thấp và rất thấp trong môi trường nhiễu chủ động và nhiễu bị động mạnh. Đặc biệt, đài 36D6 là một thành phần quan trọng của hệ thống hỗ trợ điều khiển trong hệ thống phòng không tích hợp S-300PMU1/2, nơi nó hoạt động với vai trò là hệ thống trinh sát và nhắm mục tiêu cho tên lửa S-300PMU1/2.[7]
- radar Kasta-2E2 là loại radar nhìn vòng 3 tham số chuyên thực hiện nhiệm vụ phát hiện các mục tiêu bay thấp như tên lửa hành trình, máy bay không người lái. Phạm vi trinh sát tối đa 150 km, radar này có khả năng phát hiện mục tiêu bay ở độ cao dưới 100m từ khoảng cách tới 55 km.
- Đài 55Zh6UE Nebo-UE: Được thiết kế để phát hiện, bám sát tự động, phân biệt địch ta, nhận dạng kiểu loại, xác định và cung cấp các tham số tọa độ và đường bay của các loại mục tiêu bay gồm cả mục tiêu bay đường đạn, mục tiêu kích cỡ nhỏ và mục tiêu có hệ số phản xạ điện từ thấp cho các hệ thống khí tài chiến đấu hay màn hiện sóng của trắc thủ radar.[cần dẫn nguồn]
- radar Vostok E: Hệ thống radar cảnh giới Vostock E có thể phát hiện máy bay chiến đấu ở cự ly 350 km và bám cùng lúc không dưới 120 mục tiêu. Đặc biệt, nó cũng có khả năng bắt máy bay tàng hình ở cự ly 72 km trong môi trường bị đối phương gây nhiễu điện tử mạnh. Toàn bộ hệ thống được đặt trên khung gầm xe tải chuyên dụng MZKT 65273-020 bánh lốp nên có khả năng cơ động rất cao. Radar có thời gian triển khai và thu hồi chưa đầy 6 phút với kíp chiến đấu chỉ có hai người.
- Hệ thống điện từ Kolchuga: Hệ thống radar hiện đại do Ukraina cung cấp có khả năng phát hiện máy bay tàng hình cùng các loại máy bay đời mới như B-2 Spirit mà không chịu ảnh hưởng của các thiết bị phá sóng hoặc tên lửa bức xạ chống radar.
- ELM-2228ER: Hệ thống radar thụ động ELM-2288 AD STAR do Israel sản xuất có tầm trinh sát tới 430 km, là radar 3D hoạt động ở băng tần S, nó được trang bị bộ vi xử lý tín hiệu kỹ thuật số có khả năng tự động theo dõi và phân loại mục tiêu. Nó có khả năng cơ động cao, xử lý xung Doppler, tự động phát hiện mục tiêu, có khả năng phát hiện tên lửa đạn đạo, khả năng kháng nhiễu ECM, hệ thống nhận dạng bạn thù IFF, có thể hoạt động một cách độc lập hoặc một phần trong hệ thống phòng không tích hợp. ELM-2288 hiện gồm hai phiên bản: ELM-2288MR và ELM-2288ER. Phiên bản chính xác của ELM-2288 mà Quân đội nhân dân Việt Nam đang sử dụng được xác nhận là ELM-2288ER.[8][9]
- radar VERA-E: VERA-E là loại radar thụ động do Cộng hòa Séc nghiên cứu và chế tạo hoạt động trên nguyên lý không phát sóng mà chỉ thu tín hiệu của sóng điện từ trong một môi trường không gian đồng nhất. Loại radar này hoạt động tương tự hệ thống Kolchuga của Ukraina và là phiên bản cơ động, lắp đặt trên khung gầm xe dòng radar thụ động Tamara cũng của CH Séc chế tạo.[10]
- radar Coast Watcher 100 (CW-100):Là hệ thống radar được thiết kế cho nhiệm vụ giám sát bờ biển, phát hiện sớm từ xa các tàu thuyền lạ xâm nhập vùng biển, vùng đặc quyền kinh tế. Hệ thống do Tập đoàn Thales (Pháp) sản xuất.Coast Watcher 100 Để vượt "giới hạn đường chân trời", sử dụng sóng truyền bề mặt dựa vào sóng đất với bước sóng khoảng 10m cho phép sóng radar truyền đi theo đường cong của trái đất. Hệ thống anten của Coast Watcher 100 thiết kế hoàn toàn từ sợi carbon nên có độ bền rất cao. Nó có thể cung cấp khả năng giám sát bờ biển 24 giờ/ngày liên tục trong 365 ngày mà không cần bảo trì.[11]

## Các loại radar bám sát mục tiêu và dẫn đường cho tên lửa

### Hệ thống S-75 Volga (SAM-2)
- P-12 "Spoon Rest", đài radar cảnh báo sớm dải sóng VHF, tầm hoạt động 200 kilômét (120 mi).
- SNR-75 "Fan Song" Radar xử lý thông tin, bám mục tiêu và điều khiển tên lửa.
- P-15 "Flat Face C" radar cảnh giới và bắt mục tiêu, chống mục tiêu bay thấp băng C, công suất 380 kW, tầm hoạt động 250 km/155 dặm.
- PRV-11 "Side Net": Hệ thống đo độ cao mục tiêu.

### Hệ thống S-125 Pechora 2M (SAM-3)
- P-15 "Flat Face"/P-15M(2) "Squate Eye"- radar cảnh giới và bắt mục tiêu/phiên bản cải tiến chống mục tiêu bay thấp băng C, công suất 380 kW, tầm hoạt động 250 km/155 dặm.
- SNR-125 "Low Blow" - radar bám mục tiêu, điều khiển tên lửa băng I/D, công suất 250 kW
- PRV-11 "Side Net" - đài radar đo độ cao băng E, tầm hoạt động 28 km/17 dặm, độ cao đo được lên tới 32 km/105,000 ft.

### Hệ thống 2K12 Kub (SAM-6)
- 1S91 "Straight Flush": Radar theo dõi mục tiêu và dẫn đường tên lửa có tầm hoạt động 75 km.
- P-12 "Spoon Rest", đài radar cảnh báo sớm dải sóng VHF, tầm hoạt động 200 kilômét (120 mi).
- P-15 "Flat Face A", đài radar cảnh báo sớm dải sóng UHF, tầm hoạt động 150 kilômét (93 mi).
- P-19 ''Flat Face B'', radar phát hiện số lượng lớn các mục tiêu tầm thấp hoạt động trên tần số UHF,có tầm quét 260 km và quay 360 độ
- P-40 "Long Track", đài radar cảnh báo sớm băng E, tầm hoạt động 370 kilômét (230 mi).
- "Thin Skin" hay "Side Net", đài radar đo cao băng E, tầm hoạt động 240 km/148 dặm
- "Score Board" radar phân biệt địch ta.

### Hệ thống S-300PMU1 (SAM-20)

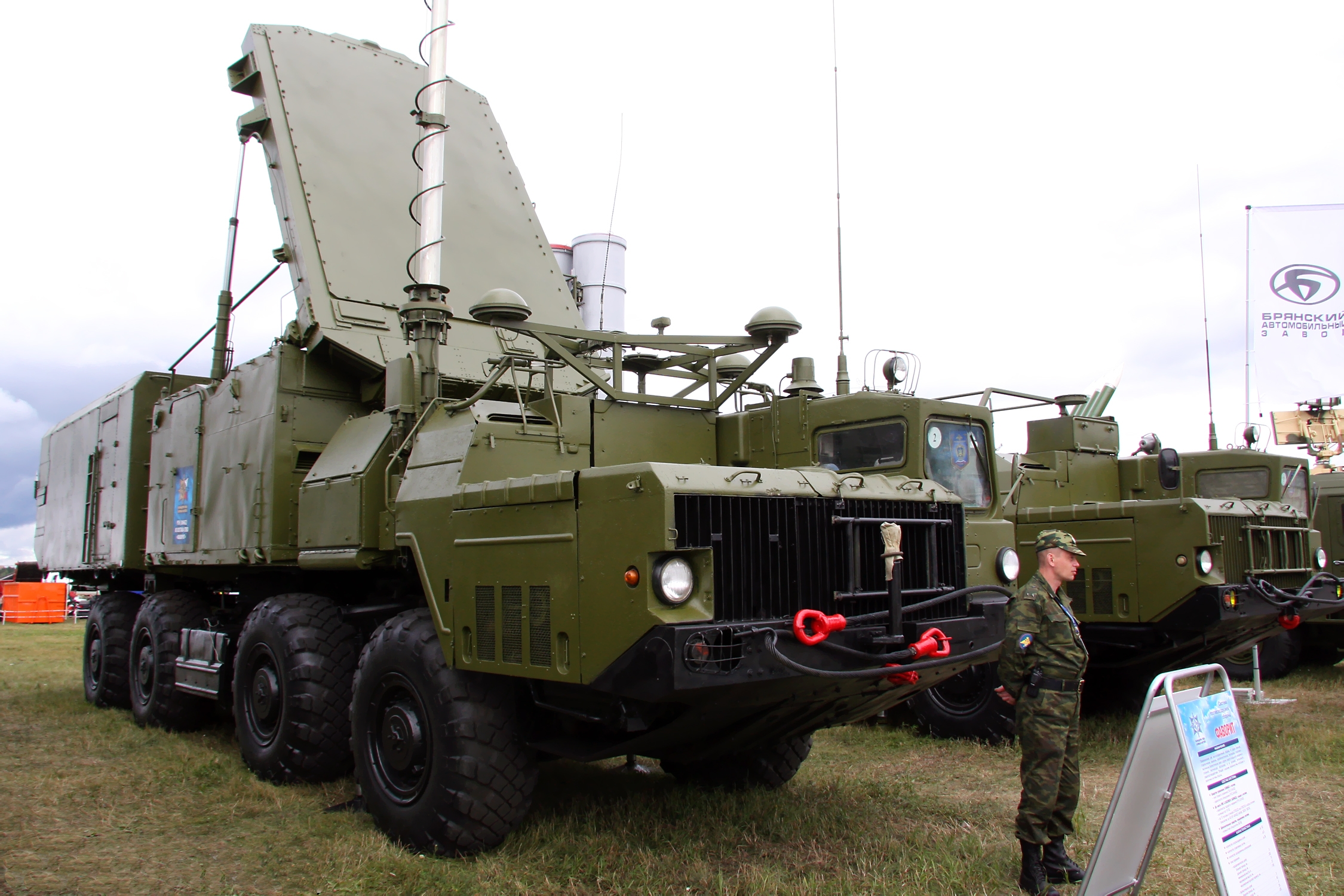
Radar dẫn đường tên lửa 30N6E
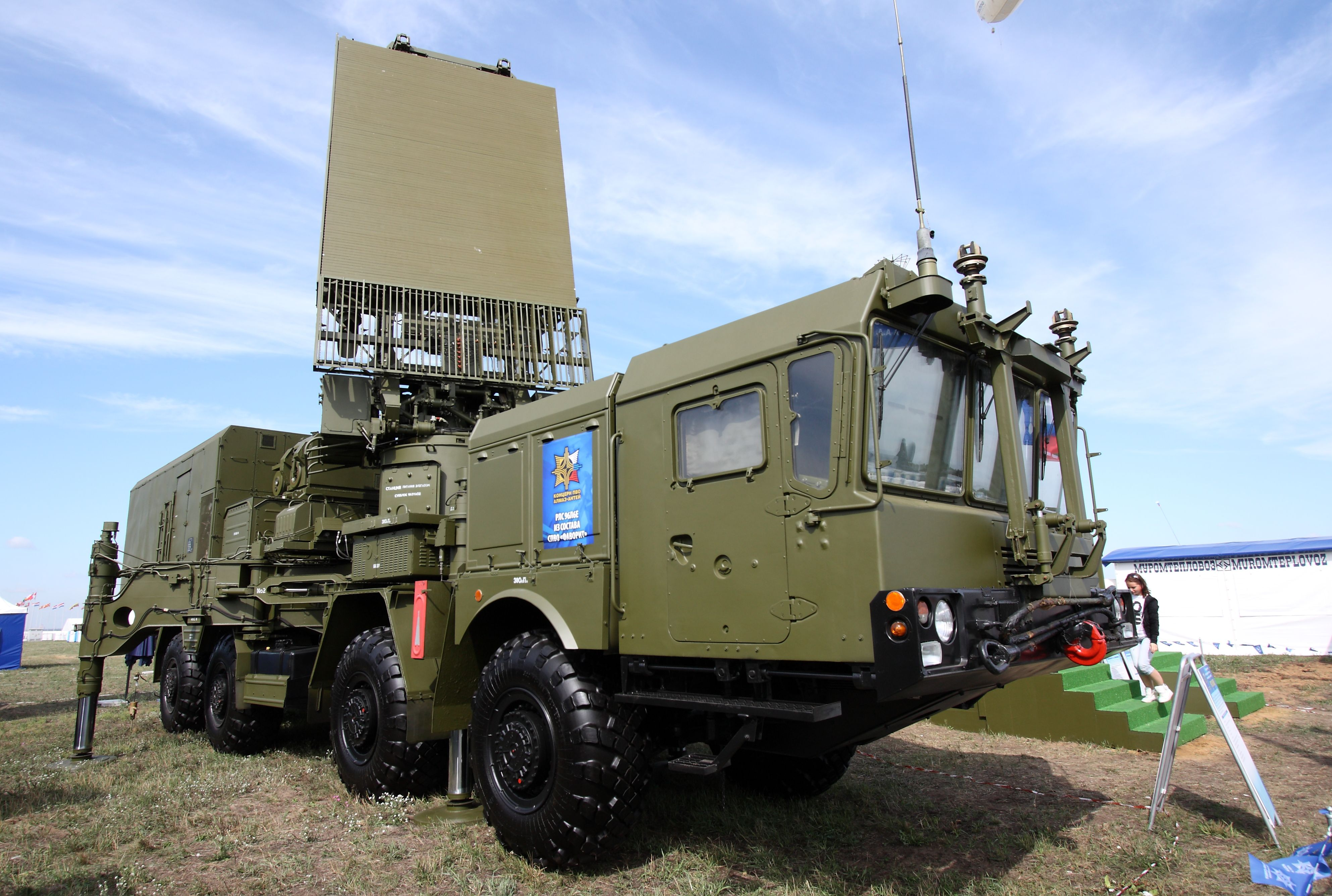
Radar 96L6E giám sát mọi độ cao.
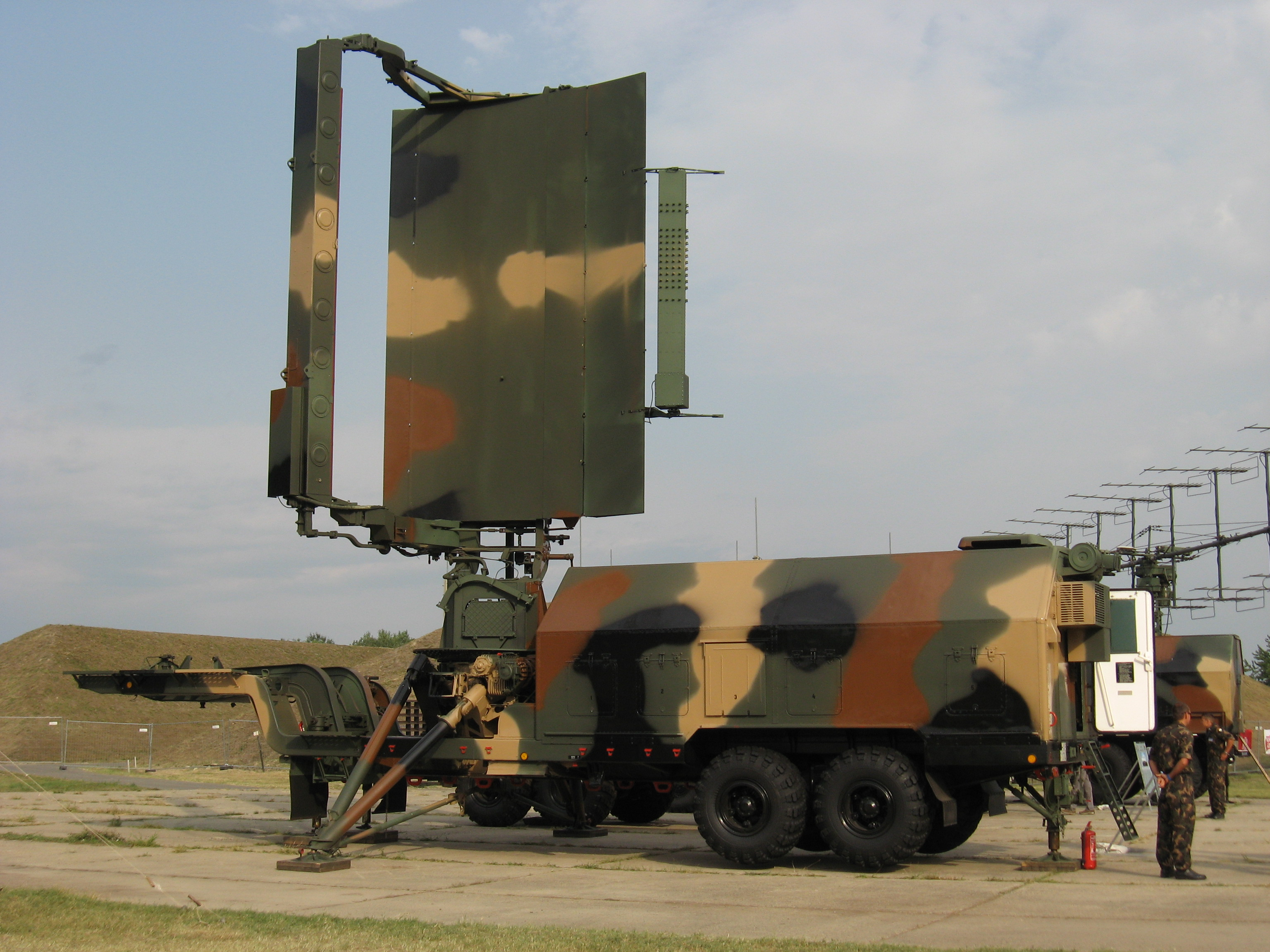
Radar 36D6 điều khiển trong hệ thống tên lửa

### Radar thuộc tổ hợp tên lửa
S-75 SAM-2

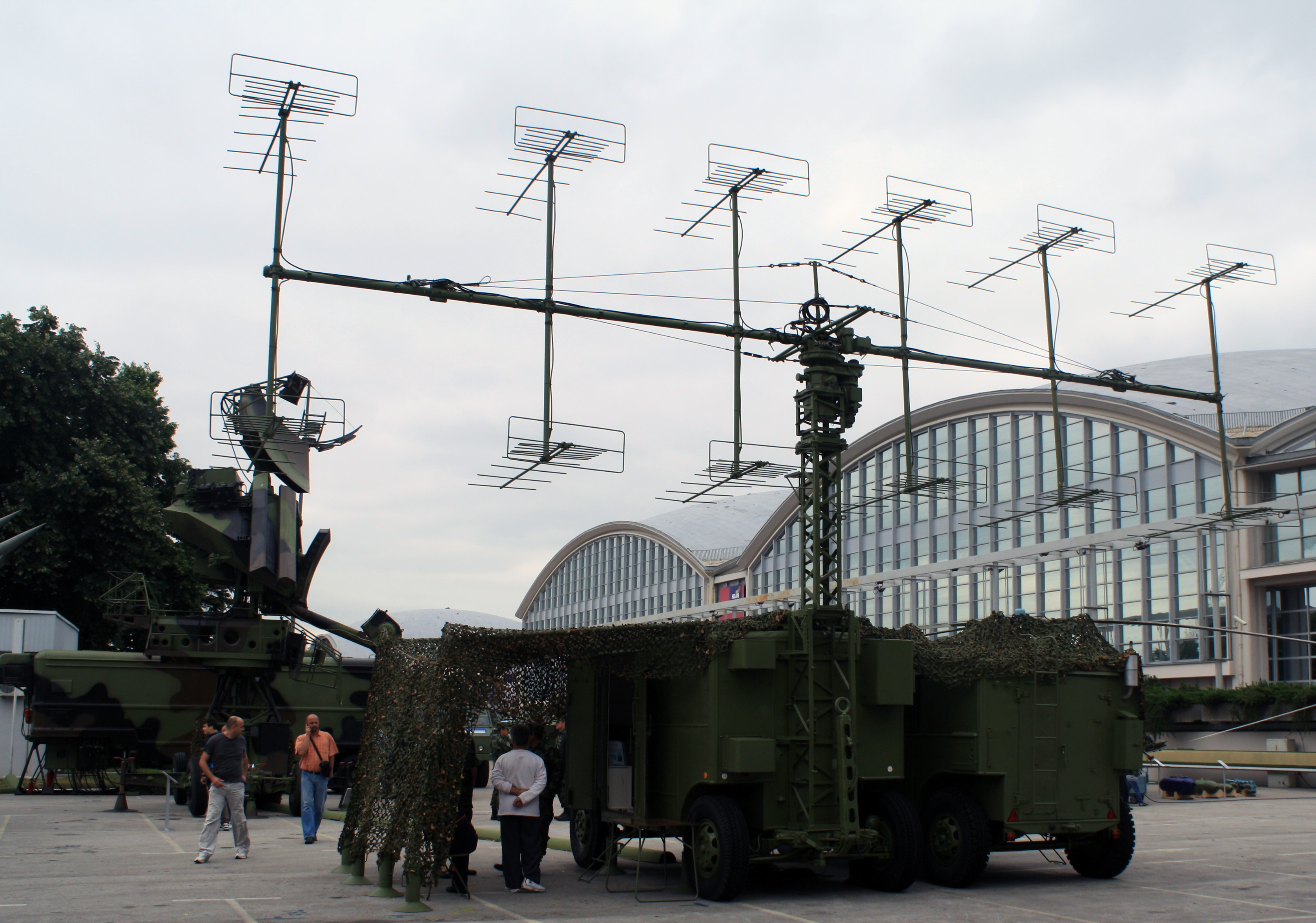
Radar P-12 Spoon Rest
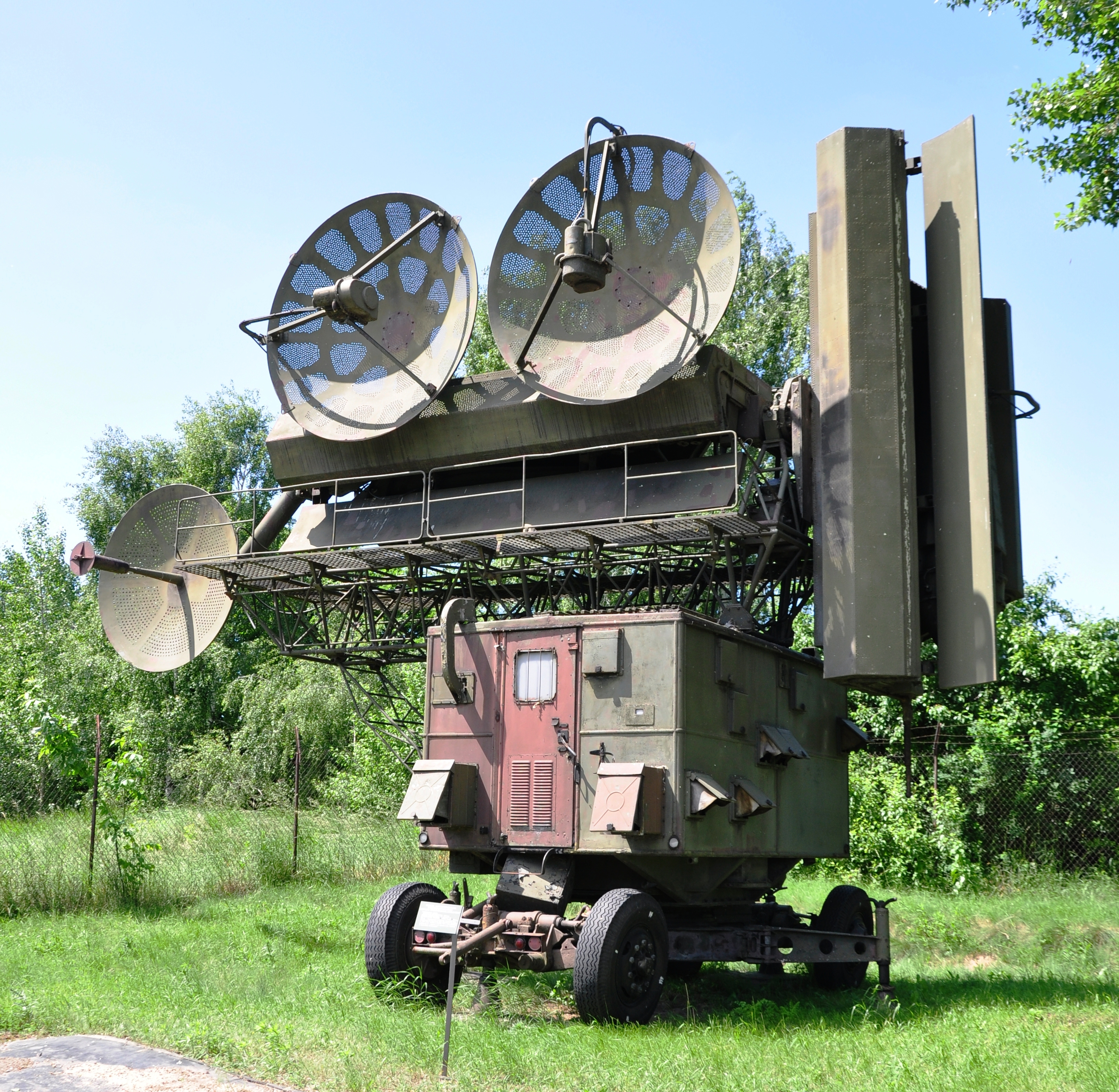
Radar SNR-75 Fan Song
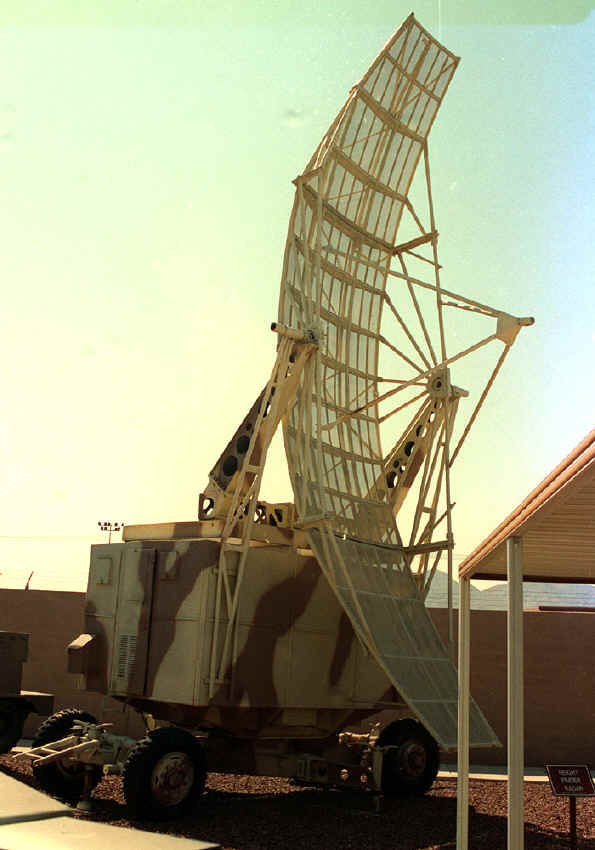
Radar PRV-11 Side Net S-75
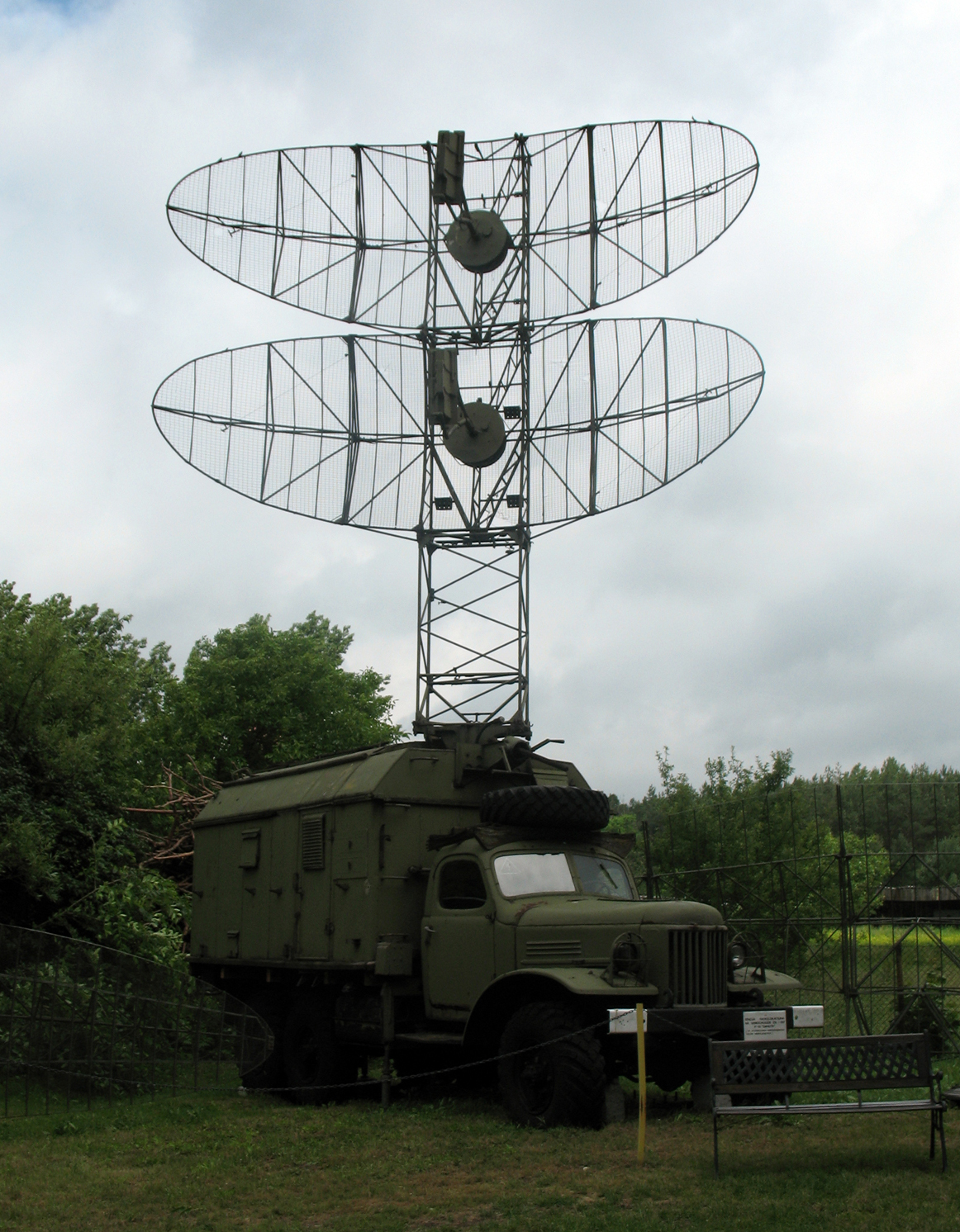
Radar P-15 Flat Face C

S-125 SAM-3

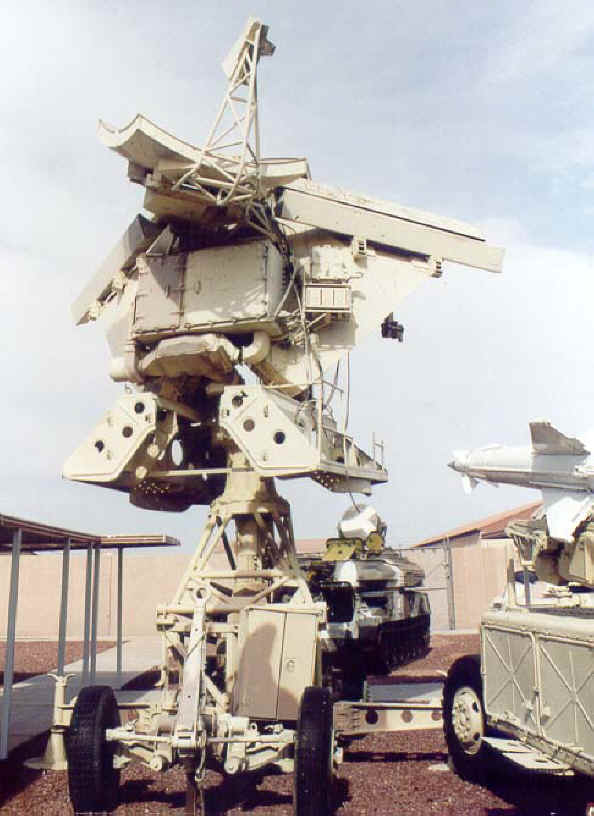
Radar SNR-125 Low Blow
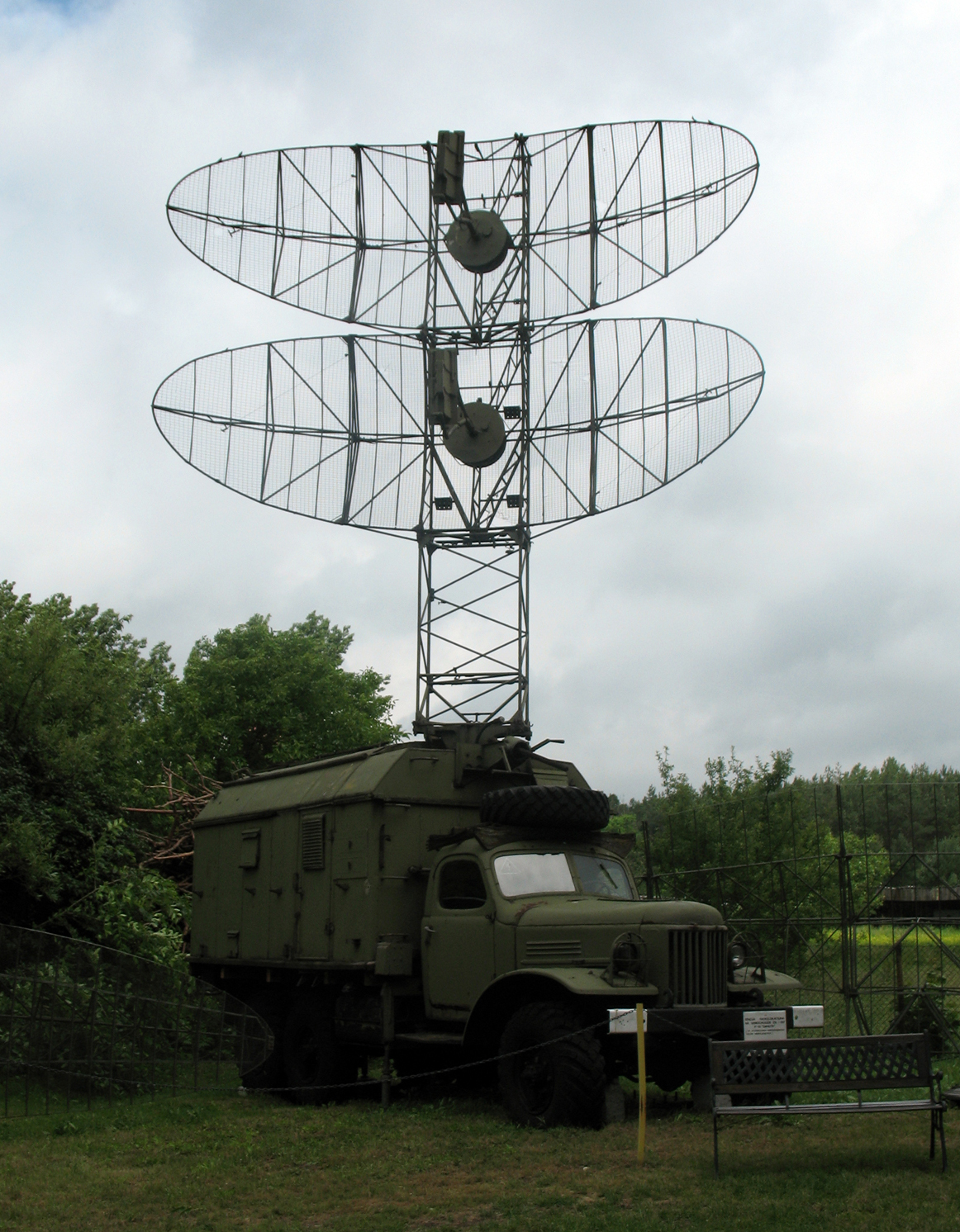
Radar P-15 Flat Face
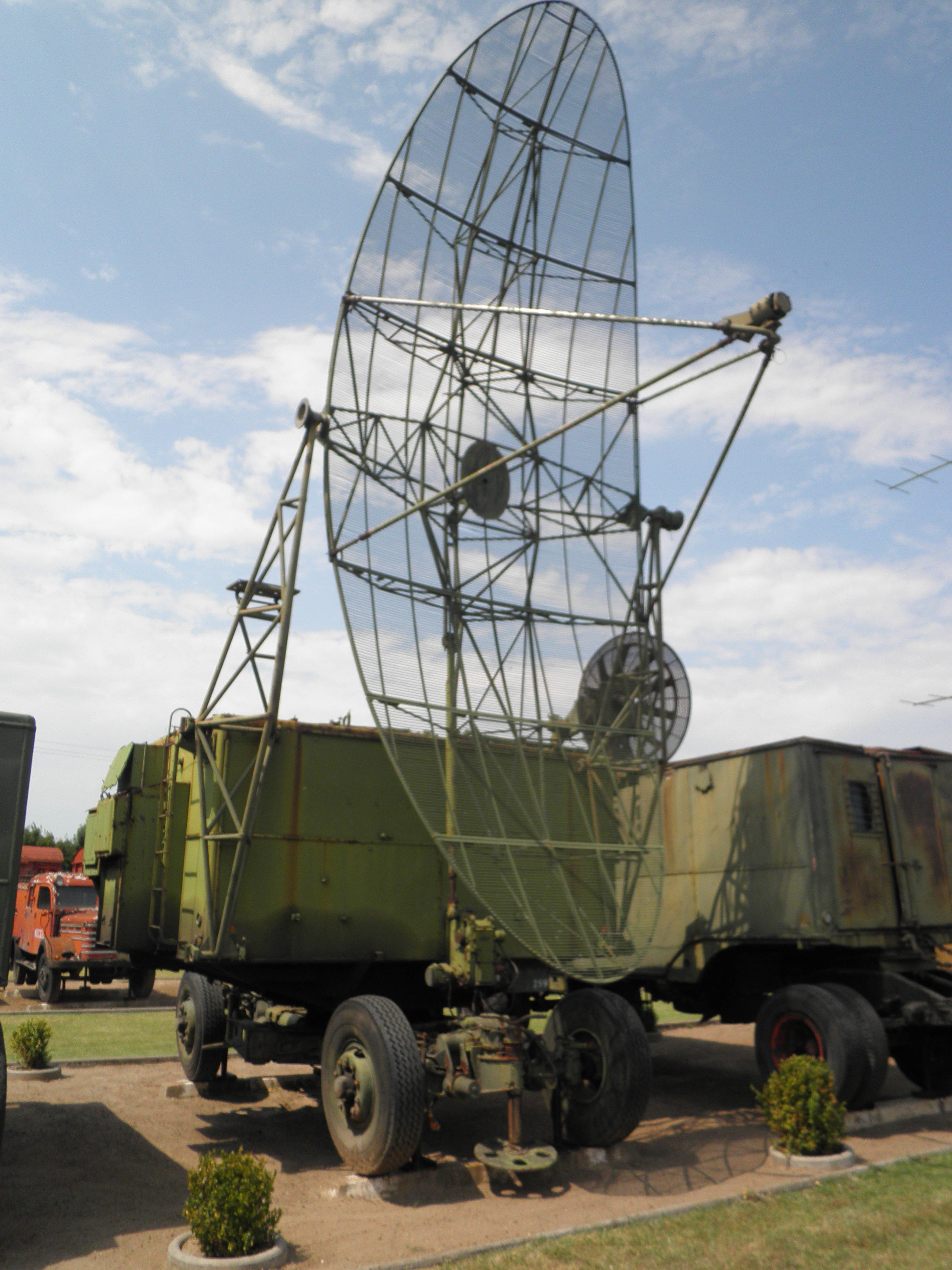
Radar PRV-11 Side Net S-125
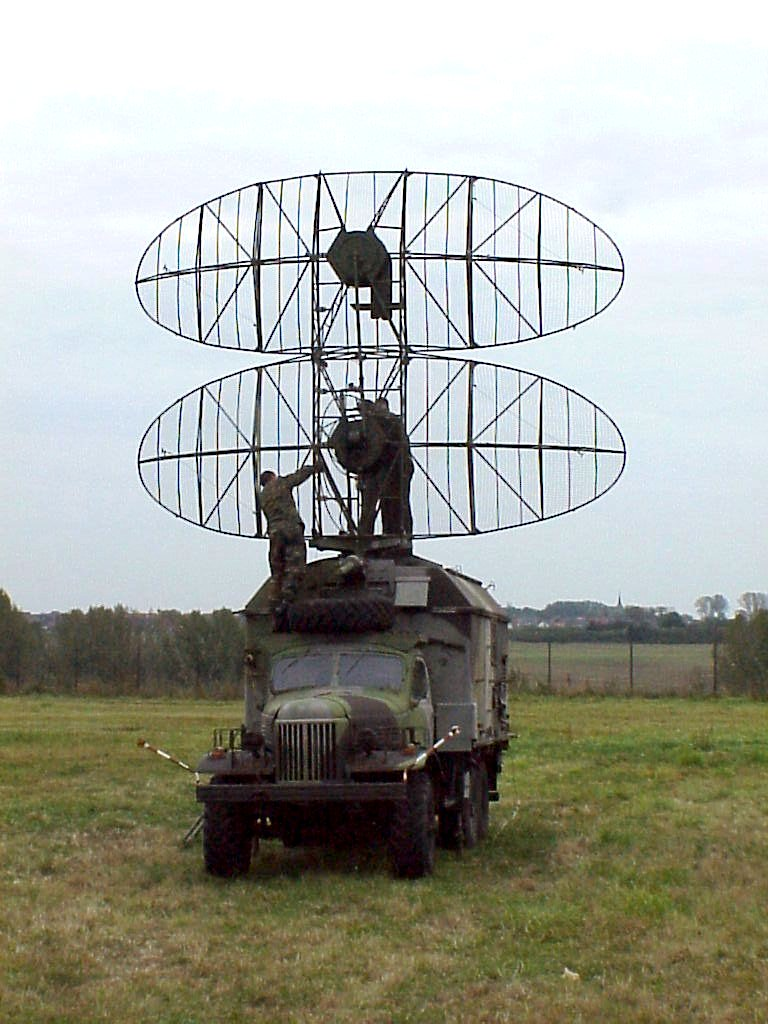
Radar P-15M(2) Squat Eye
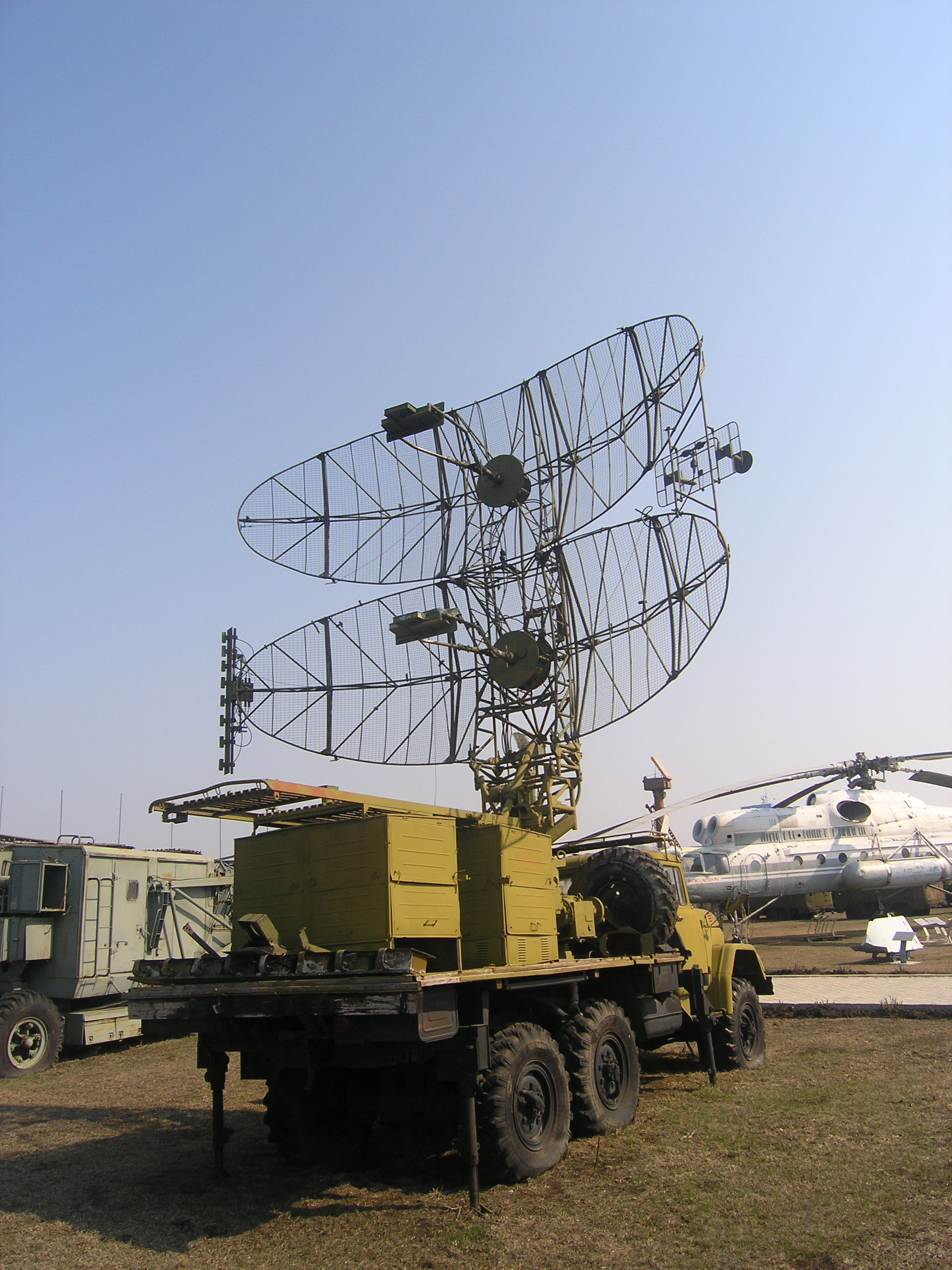
Radar P-19 Danube

2K12 Kub SAM-6

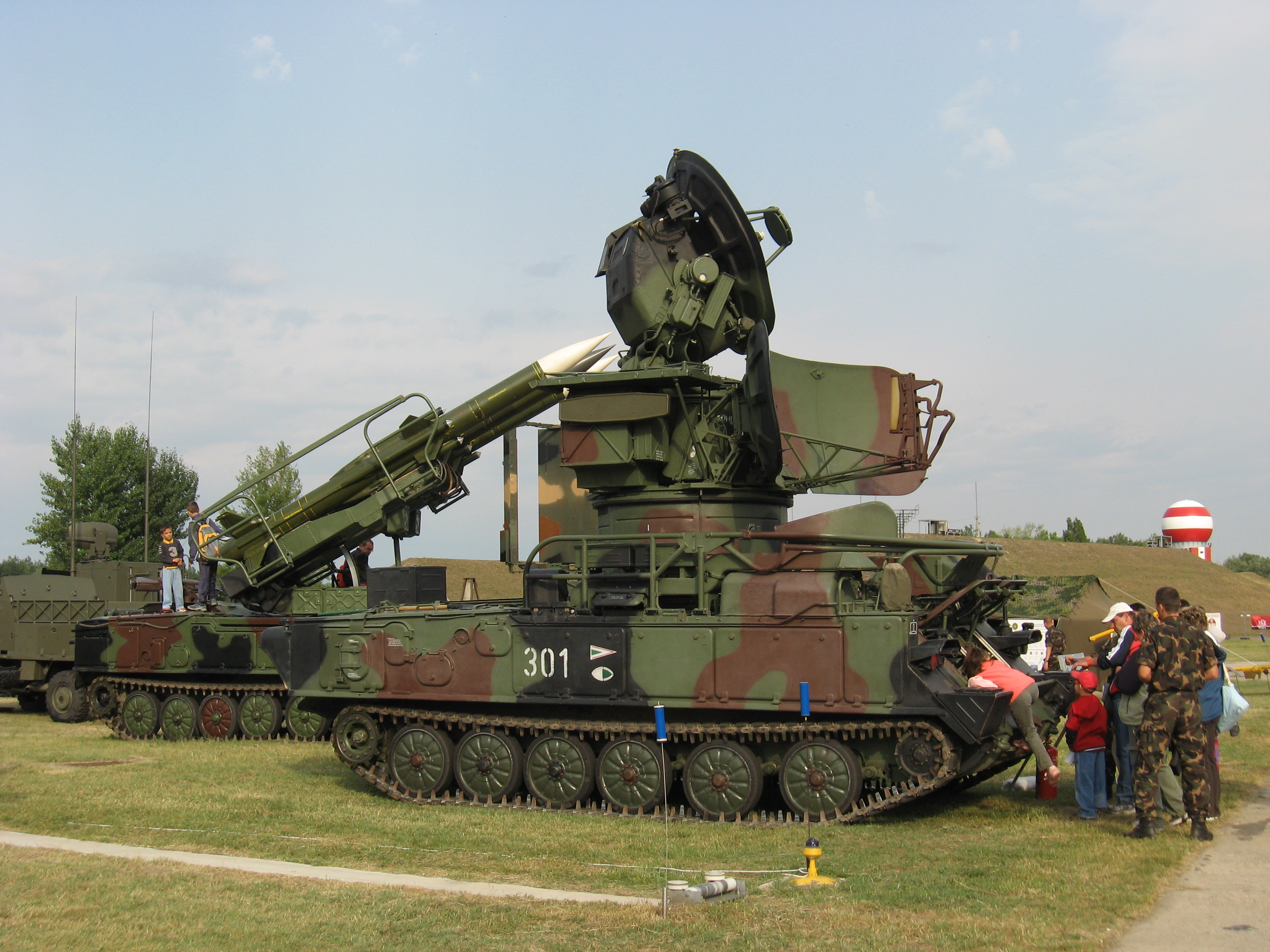
Radar 1S91 Straight Flush
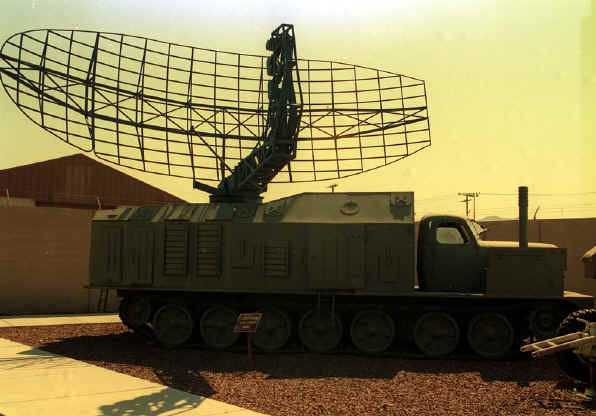
Radar P-40 Long Track
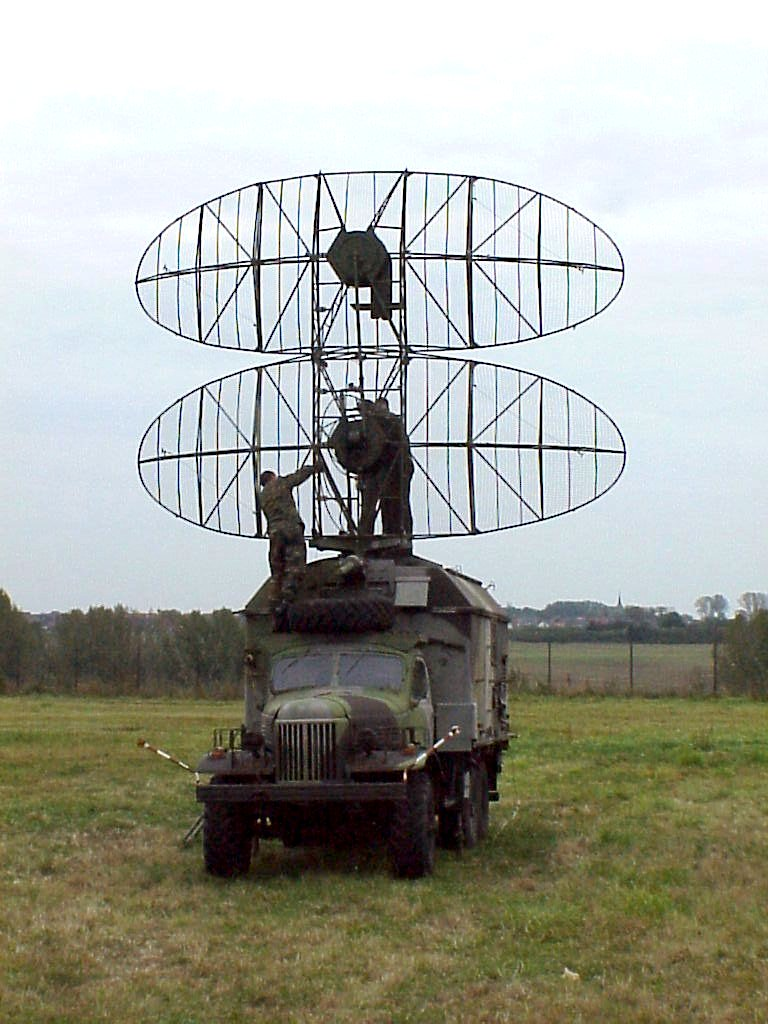
Radar P-15A

S-300PMU1 SAM-20
- Radar 30N6E
- Radar 96L6
- Radar 36D6